# Mistrzostwa Europy w Lataniu Rajdowym 2011
8. Mistrzostwa Europy w Lataniu Rajdowym 2011 odbyły się na Węgrzech w miejscowości Dunakeszi w dniach 23 sierpnia - 3 września 2011 roku. Startowały 43 załogi z 10 krajów. 
Trzy medale w zawodach zdobyła reprezentacja Polski. Złoty medal zdobyła załoga Janusz Darocha i Zbigniew Chrząszcz, a brązowy medal wywalczył Michał Wieczorek i Michał Osowski. Drużynowo triumfowali również Polacy.

## Wyniki

### klasyfikacja załóg
| Miejsce | Zawodnik                            | Wynik (pkt) |
| ------- | ----------------------------------- | ----------- |
|         | Janusz Darocha Zbigniew Chrząszcz   | 84,00       |
|         | Jiří Filip Michal Filip             | 130,00      |
|         | Michał Wieczorek Michał Osowski     | 180,00      |
| 4.      | Jiří Jakeš Jiří Kadlec              | 198,00      |
| 5.      | Bolesław Radomski Dariusz Lechowski | 208,00      |
| 6.      | Julien Cherioux David Le Gentil     | 228,00      |

### klasyfikacja drużynowa
| Miejsce | Reprezentacja                                                                      | Wynik (pkt) |
| ------- | ---------------------------------------------------------------------------------- | ----------- |
|         | Polska · Janusz Darocha · Zbigniew Chrząszcz · Michał Wieczorek · Michał Osowski   | 264,00      |
|         | Czechy · Jiří Filip · Michal Filip · Jiří Jakeš · Jiří Kadlec                      | 328,00      |
|         | Francja · Julien Cheroix · David Le Gentil · Sebastien Richard · Francois Hatrisse | 470,00      |
| 4.      | Węgry                                                                              | 954,00      |
| 5.      | Hiszpania                                                                          | 968,00      |
| 6.      | Austria                                                                            | 1066,00     |